# VI. udarni bataljon (Slovensko domobranstvo)
VI. udarni bataljon je bil bataljon, ki je deloval v sestavi Slovenskega domobranstva med drugo svetovno vojno.

## Zgodovina
Bataljon je bil ustanovljen marca 1945 in bil aprila istega leta preimenovan v X. bataljon.

## Poveljstvo
Poveljniki
- stotnik Hans Kaspar

## Sestava
- štab
- 34. četa
- 52. četa
- 6. težka četa
- nemška četa